# Prosienicznik jednogłówkowy
Prosienicznik jednogłówkowy (Hypochaeris uniflora Vill., według innych ujęć Trommsdorffia uniflora (Vill.) Soják) – gatunek rośliny należący do rodziny astrowatych. Występuje W Alpach, Sudetach i Karpatach. W Polsce można go spotkać we wszystkich wyższych górach.

## Morfologia

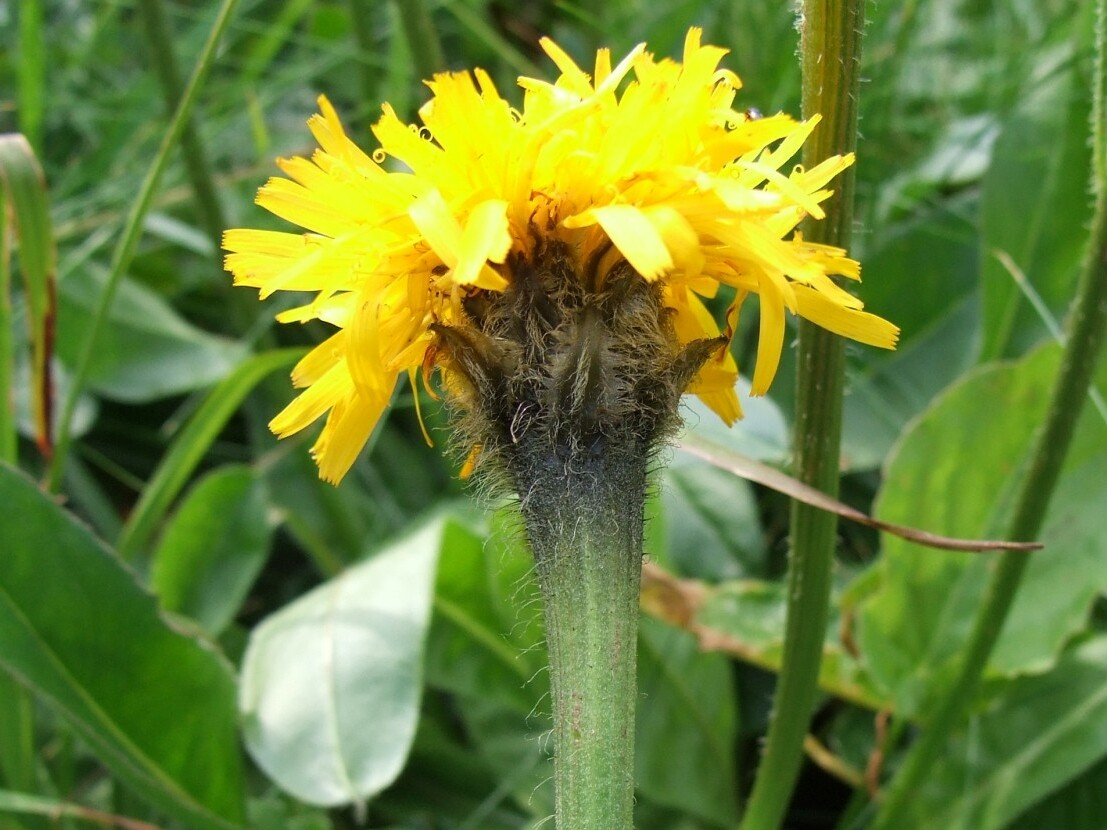
Koszyczek

ŁodygaWzniesiona, w środku pusta. Pod koszyczkiem jest silnie zgrubiała. W górnej części jest odstająco owłosiona długimi włosami. Osiąga wysokość (wraz z kwiatostanem) 10–40 cm.
LiścieGłównie liście różyczkowe. Są podługowate, całobrzegie lub odlegle ząbkowane. Ich nasada zbiega w oskrzydlony ogonek. Są krótko owłosione.
KwiatyZebrane w duży (4–5 cm średnicy), pojedynczy koszyczek na szczycie łodygi. Jego czarniawa okrywa pokryta jest długimi włoskami. Łuski okrywy jajowate, frędzlowate i brodate na długości 2-5 mm. Dno koszyczka z plewinkami, puch kielichowy o pierzastych włoskach wyrastających w jednym szeregu. Kwiaty złocistożółte, wszystkie języczkowe i obupłciowe.
OwocWrzecionowatego kształtu z wydłużonym dzióbkiem i żółtym puchem kielichowym.

## Biologia i ekologia
Bylina, hemikryptofitKwitnie od czerwca do sierpnia. Nasiona są rozsiewane przez wiatr (anemochoria).
SiedliskoHale, ziołorośla, upłazy. Rośnie zarówno na podłożu wapiennym, jak i bezwapiennym. W Tatrach występuje po piętro halne, głównie w piętrze halnym i piętrze kosówki.
FitosocjologiaGatunek charakterystyczny dla związku (All.) Nardion i Ass. Hieracio vulgati-Nardetum.